# Jan Stryjniak
Jan Stryjniak – polski aktor i nauczyciel.
Przez 20 lat zagrał około 100 ról teatralnych. Od 1993 roku kierował polskimi placówkami artystycznymi w takich miastach jak: Wilno, Ryga czy Kazachstan. Od 2004 roku jest aktorem Teatru Nowego w Słupsku.

## Spektakle Nowego Teatru w Słupsku
2004 - Stanisław Ignacy Witkiewicz - Szalona lokomotywa - żandarm (reż. Jan Peszek, Michał Zadara),
2004 - Witold Gombrowicz - Ślub (reż. Waldemar Śmigasiewicz),
2004 - Leszek Malinowski - Intercity - podróżny (reż. Leszek Malinowski, Bogusław Semotiuk),
2005 - William Szekspir - Romeo i Julia - brat Jan (reż. Bogusław Semotiuk),
2005 - Szołem Alejchem - Skrzypek na dachu - Mordka (reż. Zbigniew Macias),
2005 - Ray Cooney - Okno na parlament - ciało (reż. Ireneusz Kaskiewicz, Bogusław Semotiuk),
2005 - Sofokles - Sofokles - Edyp i Antygona - sługa Lajosa, strażnik (reż. Bogusław Semotiuk),
2005 - Iwona Wernikowska - Baśń w poszukiwaniu teatru - kruk (reż. Albert Osik),
2005 - Fiodor Dostojewski - Zbrodnia i kara - mieszczanin (reż. Edward Żentara),
2005 - Lucjan Rydel - Betlejem polskie - Walek, Żyd, Sybirak (reż. Zbigniew Kułagowski, Bogusław Semotiuk),
2006 - Juliusz Słowacki - Balladyna - Chochlik (reż. Jan Machulski, Bogusław Semotiuk),
2006 - Witold Gombrowicz - Ferdydurke - dyrektor Piórkowski, Młodziak, wuj Konstanty (reż. Waldemar Śmigasiewicz),
2007 - Samuel Beckett - Czekając na Godota - Lucky (reż. Jan Machulski),
2007 - Platon - Obrona Sokratesa (reż. Ireneusz Kaskiewicz),
2007 - Przygody Sindbada Żeglarza - kapitan (reż. Hanaa Abdel Fattah Metwaly),
2007 - Adam Mickiewicz - Dziady - Kapral, Szambelan, Bajkow, Dyrektor Muzyki, Aniołek (reż. Stanisław Otto Miedziewski),
2008 - Aleksander Fredro - Zemsta - Rejent Milczek (reż. Ireneusz Kaskiewicz)

## Filmografia
- 2005: Nie ma takiego numeru − prezes
- 2009: Miasto z morza
- 2009: Miasto z morza (serial)